# ناكو يابوكي
ناكو يابوكي (مواليد 18 يونيو 2001 في طوكيو، اليابان) هي مغنية وممثلة يابانية.
انضمت إلى فرقة أتش كي تي فورتي إيت في نوفمبر 2013. من 2015 إلى 2017 ، كانت عضوًا متزامنًا في إي كي بي فورتي إيت.  في عام 2018 ، شاركت في برنامج الإقصاء في كوريا الجنوبية الإنتاج 48. وقد احتلت المركز السادس واصبحت عضوة في فرقة إيزون، وهي عارضة حصرية لـ Love Berry. وهي معروفة أيضًا بدورها «الشابة مينامي أساكورا» في فيلم تاتش (2005).

## فيلموغرافيا

### أفلام
| السنة | العمل           | الدور                 | ملاحظة    |
| ----- | --------------- | --------------------- | --------- |
| 2005  | لمسة            | الشابة مينامي أساكورا |           |
| 2012  | على نهر شينهوري |                       | فيلم قصير |
| 2013  | جاتشامان        | ابنة الدكتور نامبو    |           |

### مسلسلات تلفزيونية
| السنة | العمل                                   | الدور            | ملاحظة         |
| ----- | --------------------------------------- | ---------------- | -------------- |
| 2009  | المحقق سامونجي سوسومو                   | "الشابة ناتسومي" | فيلم تلفزيوني  |
| 2009  | يوم والدي الطويل                        |                  | فيلم تلفزيوني  |
| 2015  | فوكوكا تحب الورقة البيضاء               | واكانا           |                |
| 2015  | أكاديمية ماجاسيكا 0 كيسارازو رانتي - هن | نميكي            |                |
| 2016  | AKB فارس الحب مصنع الحب                 | رين              | حلقة: "التخرج" |

## وصلات خارجية
- ناكو يابوكي على موقع IMDb (الإنجليزية)
- ناكو يابوكي على موقع ميوزك برينز (الإنجليزية)
- ناكو يابوكي على موقع ديسكوغز (الإنجليزية)
- ناكو يابوكي على موقع قاعدة بيانات الفيلم (الإنجليزية)
- ناكو يابوكي على موقع ANN person (الإنجليزية)